# Ordine spontaneo
L'ordine spontaneo, chiamato anche auto-organizzazione nelle scienze dure, è l'emergere spontaneo dell'ordine da un apparente caos. È un processo nelle reti sociali, inclusa l'economia, sebbene il termine "auto-organizzazione" sia più spesso usato per cambiamenti fisici e processi biologici, mentre "ordine spontaneo" è tipicamente usato per descrivere l'emergere di vari tipi di ordini sociali da una combinazione di individui che non cercano intenzionalmente di creare ordine attraverso la pianificazione. L'evoluzione della vita sulla Terra, il linguaggio, la struttura cristallina, Internet e l'economia di libero mercato sono stati tutti proposti come esempi di sistemi che si sono evoluti attraverso l'ordine spontaneo.
Gli ordini spontanei devono essere distinti dalle organizzazioni. Gli ordini spontanei si distinguono per essere reti a invarianza di scala, mentre le organizzazioni sono reti gerarchiche. Inoltre, le organizzazioni possono essere e spesso fanno parte di ordini sociali spontanei, ma non è vero il contrario. Inoltre, mentre le organizzazioni sono create e controllate da esseri umani, gli ordini spontanei non vengono creati, controllati e non sono controllabili da nessuno. In economia e scienze sociali, l'ordine spontaneo è definito come "il risultato delle azioni umane, ma non del disegno umano".
L'ordine spontaneo è un comportamento di equilibrio tra individui egoisti, che porta a maggiori probabilità di evolversi e sopravvivere, obbedendo al processo di selezione naturale.

## Storia
Secondo Murray Rothbard, Zhuangzi (369-286 a.C.) fu il primo a elaborare l'idea di ordine spontaneo. Il filosofo respinse l'autoritarismo del confucianesimo, scrivendo che "c'è stato un sistema in cui l'umanità è stata lasciata in pace; non c'è mai stato un sistema in cui l'umanità era governata con successo". Ha inoltre articolato una prima forma di ordine spontaneo, affermando che "il buon ordine viene prodotto spontaneamente quando le cose vengono lasciate stare", un concetto più tardi "sviluppato in particolare da Proudhon nel diciannovesimo secolo".
I pensatori dell'Illuminismo scozzese svilupparono e indagarono l'idea del mercato come ordine spontaneo. Nel 1767, il sociologo e storico Adam Ferguson descrisse la società come "il risultato dell'azione umana, ma non l'esecuzione di alcun disegno umano".
Tuttavia, il termine "ordine spontaneo" sembra essere stato coniato da Michael Polanyi nel suo saggio, "The Growth of Thought in Society".
La Scuola Austriaca di Economia, guidata da Carl Menger, Ludwig von Mises e Friedrich Hayek, ne fece un fulcro del suo pensiero sociale ed economico. La teoria dell'ordine spontaneo di Hayek è il prodotto di due influenze correlate ma distinte che non tendono sempre nella stessa direzione. In quanto teorico economico, alle sue spiegazioni può essere data una spiegazione razionale. Ma come teorico legale e sociale, si appoggia, al contrario, su un approccio conservatore e tradizionalista che ci istruisce a sottomettersi a un flusso di eventi sui quali si può avere scarso controllo.

## Esempi

### Mercati
Molti teorici liberali classici, come Hayek, hanno sostenuto che le economie di mercato sono un ordine spontaneo, "un'allocazione più efficiente delle risorse sociali di quanto qualsiasi progetto potrebbe ottenere". Affermano che questo ordine spontaneo è superiore a qualsiasi ordine che una mente umana possa progettare a causa della specificità delle informazioni richieste. I dati statistici centralizzati, suppongono, non possono trasmettere queste informazioni perché le statistiche vengono create astrattamente dai dettagli della situazione.
Per Hayek, i prezzi in un'economia di mercato sono l'aggregazione di informazioni acquisite quando le persone che possiedono risorse sono libere di utilizzare la loro conoscenza individuale. Il prezzo consente quindi a chiunque si occupi di una merce o dei suoi sostituti di prendere decisioni basate su più informazioni di quelle che potrebbe acquisire personalmente, informazioni non statisticamente trasferibili a un'autorità centralizzata. L'interferenza di un'autorità centrale che influisce sul prezzo avrà conseguenze che non potevano essere previste perché non erano conosciuti tutti i particolari.
Secondo Barry questo è illustrato nel concetto della mano invisibile proposto da Adam Smith in La ricchezza delle nazioni. Pertanto, in questa visione, agendo sulle informazioni con maggiori dettaglio e accuratezza di quanto sia possibile per qualsiasi autorità centralizzata, si crea un'economia più efficiente a vantaggio di un'intera società.
Lawrence Reed, presidente della Foundation for Economic Education, descrive l'ordine spontaneo come segue:
La descrizione di Hayek dell'ordine spontaneo e della natura impersonale dei risultati economici nel libero mercato lo ha portato a rifiutare la nozione di giustizia sociale (o distributiva) come concetto privo di significato.

### Studi di gioco
Il concetto di ordine spontaneo è strettamente correlato agli studi sui giochi moderni. Già negli anni quaranta, lo storico Johan Huizinga scriveva che "nel mito e nel rito hanno origine le grandi forze istintive della vita civile: legge e ordine, commercio e profitto, artigianato e arte, poesia, saggezza e scienza. Tutti sono radicati nel terreno primordiale del gioco". In seguito a ciò nel suo libro La presunzione fatale, Hayek scrisse in particolare che "un gioco è un chiaro esempio di un processo in cui l'obbedienza a regole comuni da parte di elementi che perseguono scopi diversi e persino contrastanti produce un ordine generale".

### Anarchismo
Gli anarchici sostengono che lo stato è in realtà una creazione artificiale dell'élite dominante, e che il vero ordine spontaneo sorgerebbe se venisse eliminato. Nella visione anarchica, tale ordine spontaneo implicherebbe la cooperazione volontaria degli individui. Secondo l'Oxford Dictionary of Sociology, "il lavoro di molti interazionisti simbolici è ampiamente compatibile con la visione anarchica, poiché ospita una visione della società come ordine spontaneo".

### Sobornost
Il concetto di ordine spontaneo può essere visto anche nelle opere dei movimenti slavofili russi e in particolare nelle opere di Fëdor Dostoevskij. Il concetto di una manifestazione sociale organica come concetto in Russia espresso sotto l'idea di sobornost. Il termine Sobornost è stato utilizzato anche da Lev Tolstoj come sostegno all'ideologia dell'anarchismo cristiano.

### Recenti sviluppi
Forse l'esponente più importante dell'ordine spontaneo è Friedrich Hayek. Oltre a sostenere che l'economia è un ordine spontaneo, che ha definito un cattallassi, ha sostenuto che la common law e il cervello sono ulteriori esempi di ordini spontanei. Nell'articolo The Republic of Science Michael Polanyi ha anche sostenuto che la scienza è un ordine spontaneo, una teoria ulteriormente sviluppata da Bill Butos e Thomas McQuade. Gus DiZerega ha sostenuto che la democrazia è la forma di ordine spontaneo di governo, David Emmanuel Andersson ha sostenuto che la religione in luoghi come gli Stati Uniti è un ordine spontaneo e Troy Camplin sostiene che la produzione artistica e letteraria siano ordini spontanei. Anche Paul Krugman ha contribuito alla teoria dell'ordine spontaneo nel suo libro The Self-Organizing Economy, in cui afferma che le città sono sistemi auto-organizzati. La tesi di credibilità suggerisce che la credibilità delle istituzioni sociali è il fattore trainante dietro all'auto-organizzazione endogena delle istituzioni e la loro persistenza.

## Critiche
Un commentatore afferma che la teoria di Hayek dell'ordine spontaneo, "manca di chiarezza e struttura interna". Le tre componenti fondamentali dell'ordine spontaneo per Hayek sono: mancanza di intenzionalità, "primato della conoscenza tacita o pratica" e "selezione naturale delle tradizioni competitive; mentre la prima caratteristica, cioè che le istituzioni sociali possono sorgere in modo non intenzionale, è effettivamente un elemento essenziale dell'ordine spontaneo, le seconde due sono solo implicazioni, non elementi essenziali.
La teoria di Hayek è stata anche criticata per non aver offerto un argomento morale, e la sua visione generale contiene "elementi incompatibili che lui non cerca mai di conciliare in modo sistematico".